# هاسبیالایه

هاسبیالایه شهری در شهرستان بالاوه در استان بانوا در بورکینافاسوی غربی است و جمعیت آن ۸۴۵ نفر است.